# Hiérarchie des normes en droit français
Pour un article plus général, voir hiérarchie des normes.

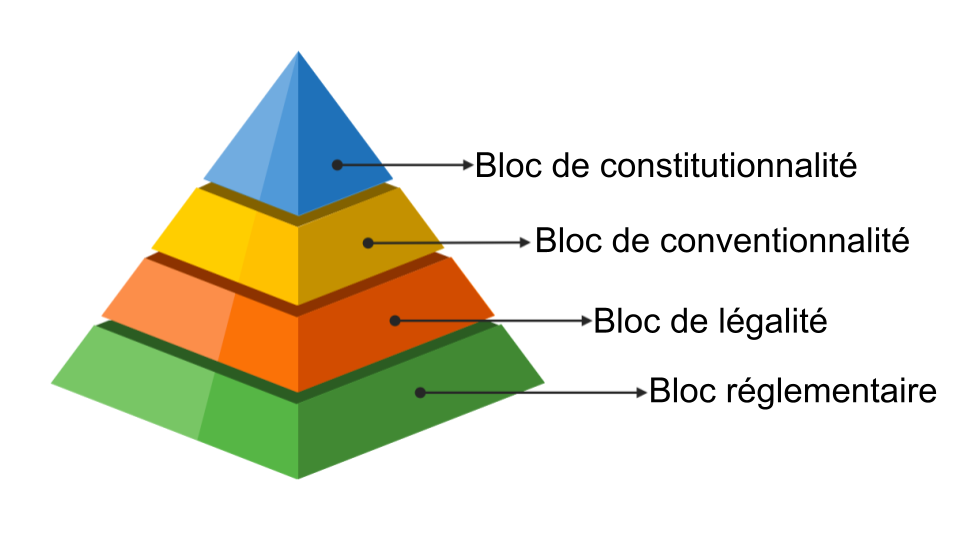
La pyramide de Kelsen permet de visualiser la hiérarchie des normes.

La hiérarchie des normes en droit français est une vision hiérarchique des normes juridiques françaises ainsi que de l'application des traités signés par la France. Cette hiérarchie, représentée sous la forme d'une pyramide au sommet de laquelle se trouve la Constitution, ne prend tout son sens que si son respect est contrôlé par un juge.
Il existe deux types de contrôle de ces normes juridiques : par voie d'exception ou par voie d'action.

## Historique
Avant la Constitution de 1958, malgré la supériorité théorique de la Constitution et des traités internationaux sur la loi, le législateur demeurait souverain. Jusque-là, aucune juridiction n'était en mesure de rendre tangible la valeur supra-législative de ces deux types de normes. Mais depuis 1958, la supériorité effective de la Constitution sur la loi est assurée par le Conseil constitutionnel, qui est chargé de vérifier le respect, par le législateur, des règles posées dans la norme fondamentale.

## Description
La notion de hiérarchie des normes a d'abord été formulée par le théoricien du droit Hans Kelsen (1881-1973), auteur de la Théorie pure du droit, fondateur du positivisme juridique, qui tentait de fonder le droit sans faire appel à la morale et au jusnaturalisme, ceci afin d'élaborer une science véritable du droit (donc axiologiquement neutre, c'est-à-dire indépendante des présupposés subjectifs et des préjugés moraux de chacun). Selon Kelsen, toute norme juridique reçoit sa validité de sa conformité à une norme supérieure, formant ainsi un ordre hiérarchisé. Plus elles sont importantes, moins les normes sont nombreuses : la superposition des normes (circulaires, règlements, lois, Constitution) acquiert ainsi une forme pyramidale, ce qui explique pourquoi cette théorie est appelée pyramide des normes.
Cet ordre est dit « statique », car les normes inférieures doivent respecter les normes supérieures, mais il est également « dynamique », car une norme peut être modifiée en suivant les règles édictées par la norme qui lui est supérieure. La norme placée au sommet de la pyramide étant, dans de nombreux systèmes juridiques, la Constitution. Puisque la Constitution elle-même ne pouvait recevoir son caractère obligatoire que d'une norme supérieure, et qu'une telle norme n'existait pas, Kelsen faisait intervenir le concept de « norme fondamentale », qui consiste principalement en un présupposé méthodologique nécessaire afin de donner un caractère cohérent à la théorie du droit.
Cette théorie de la hiérarchie des normes ne peut s'appliquer que pour les Constitutions dites « rigides ».
Dans un État à Constitution « souple », la Constitution est généralement élaborée, votée, et révisable par l'organe législatif habituel, de la même façon qu'une loi ordinaire. De ce fait, ces deux normes ont une valeur juridique identique, et la loi n'est donc pas inférieure à la Constitution.
À l'inverse, dans un État à constitution « rigide », la Constitution est élaborée et/ou votée par un organe spécialisé (gouvernement, groupe de travail), voire adoptée par référendum. Sa procédure de révision fait également intervenir un organe spécial et/ou le peuple, qui dispose du pouvoir constituant dérivé. C'est pourquoi elle a une force juridique particulière, supérieure aux autres normes, qui devront dès lors la respecter.

### Schéma en droit français

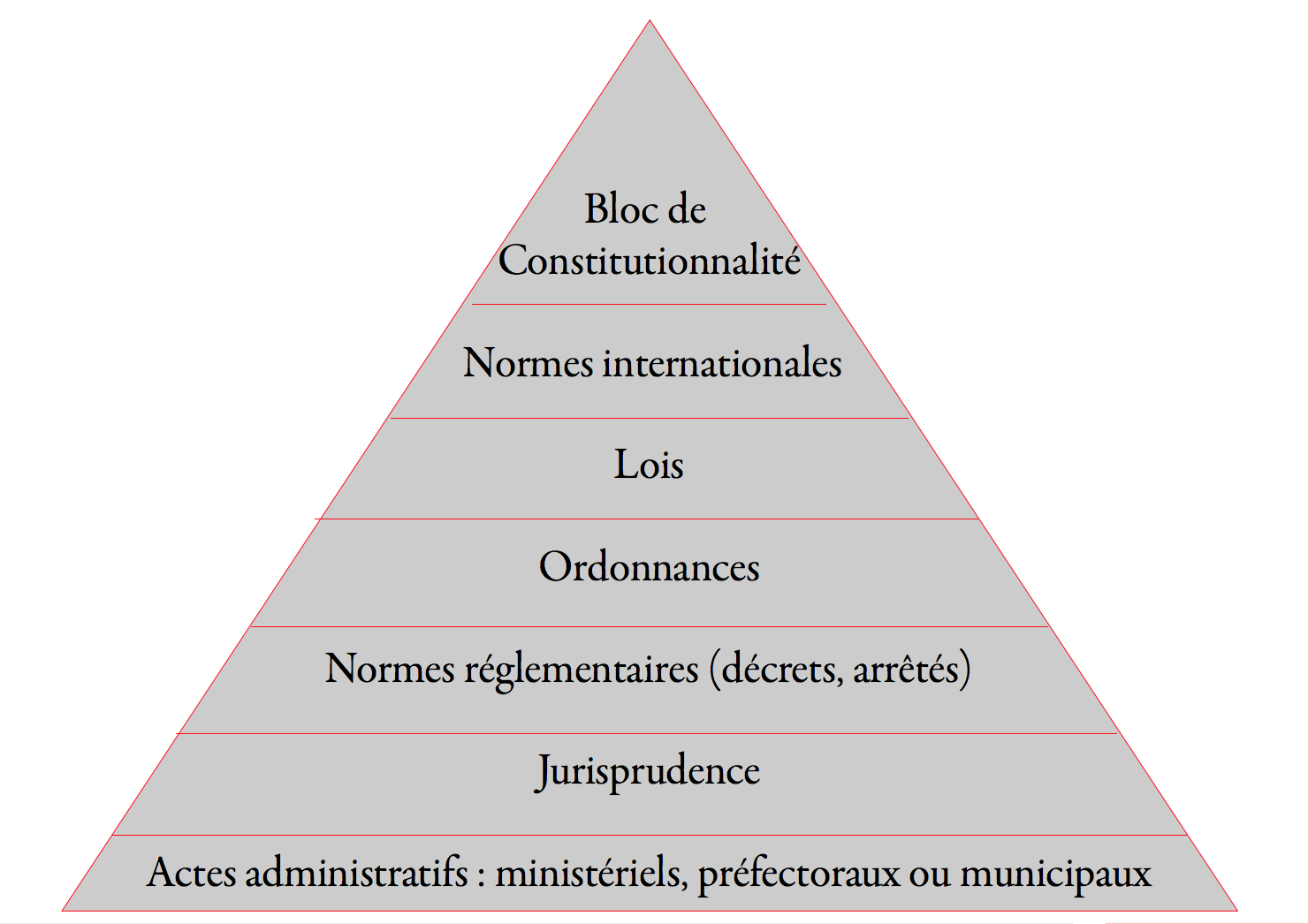
Pyramide des normes en droit français.

Le bloc de constitutionnalité stricto sensu inclut la Constitution de 1958, le préambule de 1946, la Déclaration des Droits de l'Homme et du Citoyen de 1789, la Charte de l'environnement (depuis le 1er mars 2005), les principes fondamentaux reconnus par les lois de la République (cf : CC, 1971, Liberté d'association), ainsi que les Objectifs de Valeur Constitutionnelle (cas de conflits de normes, donnent une assise constitutionnelle à une loi pour pouvoir la concilier avec une disposition constitutionnelle), et enfin les Principes Constitutionnels. Ces derniers sont vivement critiqués par la doctrine, car ils sont une œuvre purement prétorienne, et surtout ne trouvent aucune assise dans un texte constitutionnel.
Le bloc de constitutionnalité lato sensu, quant à lui, comprend les normes de valeur constitutionnelles précitées, les lois organiques et les principes dégagés par l'accord de Nouméa de 1998. D'un point de vue juridique, il ne serait pas surprenant d'y inclure les règlements intérieurs des assemblées (Assemblée nationale, Sénat, Congrès), mais le Conseil constitutionnel s'est, jusqu'à présent, refusé à le faire.
Le terme de « bloc de constitutionnalité » a été créé par le doyen de la faculté d'Aix-en-Provence Louis Favoreu. Cette expression traduit le fait que l'ensemble des normes précitées sont théoriquement de même niveau dans la hiérarchie des normes, à savoir de niveau constitutionnel.
Cette construction a été critiquée, notamment par George Vedel, qui appelle le Conseil constitutionnel à appliquer « toute la Constitution, rien que la Constitution ». [citation nécessaire]
Le bloc de conventionnalité est constitué du droit international, c'est-à-dire des traités et conventions internationales, à l'exclusion de la coutume (CE, 6 juin 1997, Aquarone), mais aussi (pour la France comme pour tous les États membres de l'Union européenne) du droit communautaire, c'est-à-dire les traités et le droit dérivé, composé des directives et règlements.
Il existe en France un projet de dématérialisation de la production normative, mais son périmètre, défini en 2005, ne concerne que les lois et décrets, sans inclure le circuit des directives européennes, ce qui en limite la portée.
Les normes constitutionnelles sont au sommet de la pyramide des normes, mais, paradoxalement, en constituent la base. En effet, une règle de droit doit être soumise à la règle hiérarchiquement supérieure lors de son entrée en vigueur. De cette façon, chaque organe de pouvoir est soumis à la norme supérieure aux normes qu'il peut créer. Ainsi, l'organe détenant le pouvoir législatif dans son œuvre de création de lois est soumis à la Constitution, le pouvoir administratif à la loi, puisque les circulaires sont en dessous de la loi dans la hiérarchie des normes. Cette situation est appelée État de droit, et signifie que toute personne physique ou morale, publique ou privée, est soumise à la loi, à commencer par l'État lui-même.
Robespierre et Saint-Just estimaient inacceptable qu'on pût utiliser la jurisprudence dans une démocratie, celle-ci leur paraissant une interférence anormale du pouvoir judiciaire avec le législatif, et donc une atteinte au principe de séparation des pouvoirs. D'où la nécessité d'adopter des normes de valeur supérieure (comme le sont la Constitution, la loi…).

### Différentes formes de contrôle
Le contrôle de ces normes peut prendre plusieurs formes :
- le « contrôle par voie d'exception » se fait par les juges ordinaires. La question de l'inconstitutionnalité d'une norme juridique sera soulevée lors d'un litige précis, et étudiée à cette occasion, et à cette occasion uniquement. Dans ce cas de figure, si le juge estime que la norme contrôlée est inconstitutionnelle, il ne l'appliquera pas. Cependant elle ne sera pas annulée et la jurisprudence ainsi créée pourrait ne pas être suivie par d'autres Cours,[réf. nécessaire] à moins qu'elle n'émane de la juridiction suprême. Ce type de contrôle est utilisé par exemple aux  États-Unis ;
- le « contrôle par voie d'action » fait intervenir un organe spécifique qui, en déclarant inconstitutionnelle la norme en question, empêche son entrée en vigueur. C'est le type de contrôle utilisé en France, avec la création en 1958 du Conseil constitutionnel qui peut censurer la loi soumise soit totalement, soit partiellement, ou alors la déclarer constitutionnelle sous réserve. La censure n'est possible qu'à la condition que la loi n'ait pas encore été promulguée. Avant la création du Conseil constitutionnel, la constitution n'était la norme suprême que de façon théorique, puisque le juge administratif ne pouvait se permettre de juger de la constitutionnalité d'une loi (arrêt Arrighi de 1936 du Conseil d'État qui fonde la théorie de la « loi-écran »).

La révision constitutionnelle du 23 juillet 2008 instaure, en plus du contrôle a priori, un contrôle de constitutionnalité a posteriori par le biais du mécanisme de question prioritaire de constitutionnalité (QPC). La question relative à la constitutionnalité d'une loi peut être posée devant tout juge. Elle est alors immédiatement transmise au Conseil d'État (pour les juridictions relevant de l'ordre administratif) ou à la Cour de cassation (pour les juridictions relevant de l'ordre judiciaire) et l'instance est suspendue. Les deux juridictions suprêmes font office de filtre et transmettent les questions jugées recevables au Conseil constitutionnel. Il s'agit d'un contrôle par voie d'exception mais strictement encadré par un mécanisme de renvoi préjudiciel.
Outre le fait que le Conseil constitutionnel ne pouvait, jusqu'à la révision de 2008, écarter une loi qu'avant sa promulgation, le juge constitutionnel se refuse aujourd'hui, de fait, à contrôler la constitutionnalité d'une loi adoptée par référendum (loi référendaire), invoquant le respect de la souveraineté populaire. Toutefois, il devra vérifier la conformité à la Constitution de la proposition de loi soumise au référendum d'initiative parlementaro-populaire instauré en juillet 2008 par le nouvel article 11, entré en vigueur le 1er janvier 2015.
Enfin, jusqu'à la révision constitutionnelle de 2008, le contrôle par voie d'action était le seul possible de la constitutionnalité d'une loi, la jurisprudence Arrighi n'ayant jamais fait l'objet d'un revirement. Et il a fallu attendre jusqu'en 1989 (CE, 1989, arrêt Nicolo) pour que le Conseil d'État (CE) accepte la suprématie absolue des normes européennes sur les lois postérieures (tandis que la Cour de cassation l'acceptait depuis l'arrêt Jacques Vabre du 24 mai 1975).
La primauté des normes constitutionnelles, même lorsqu'elle est reconnue et affirmée, est souvent mise en œuvre de manière limitée. Certains systèmes juridiques organisent un contrôle de constitutionnalité pouvant être appliqué par voie d'action avant la fin de la procédure législative, mais ne prévoient aucun moyen (ni par voie d'action, ni par voie d'exception) de s'opposer à l'application d'une loi inconstitutionnelle dès lors que cette loi a été promulguée. C'était notamment le cas en France, où le contrôle de constitutionnalité pouvait être exercé par le Conseil constitutionnel avant promulgation d'une loi, mais où il n'était pas possible, pour le justiciable, de se fonder sur la Constitution (ou sur un élément quelconque du « bloc constitutionnel ») pour s'opposer à l'application d'une loi. Cette possibilité est considérée par certains comme le seul moyen de garantir effectivement le respect des principes fondamentaux, et par d'autres comme un renforcement excessif du pouvoir du juge au détriment de celui du législateur, et comme un risque de contestation permanente de la loi. Cette situation a donné lieu en juillet 2008, après plusieurs tentatives qui n'ont pas abouti en 1990 ou encore en 1993 à la mise en place du principe de la question prioritaire de constitutionnalité.

## Hiérarchie des normes et droit de l'Union européenne
Sur le plan juridique, la construction européenne repose de manière fondamentale sur le principe dit de « primauté » du droit de l'Union européenne sur les normes nationales, principe dégagé par l'arrêt fondateur « Costa/Enel » de la Cour de justice des Communautés européennes (CJCE, 15 juillet 1964). Cette position avait, à l'époque, été qualifiée de « putsch juridique » par une partie de la doctrine juridique.
En France, l'article 55 de la Constitution de 1958 prévoit de manière expresse que les traités ratifiés ont une autorité supérieure à celle des lois. Cependant, la Constitution ne précise pas comment elle se situe elle-même dans la hiérarchie des normes par rapport aux textes de l'Union européenne.
Si l'articulation des textes issus de l'Union européenne avec les lois nationales est une question réglée de longue date, cela est en revanche beaucoup moins le cas avec la Constitution. Sur le plan juridique comme politique, ce débat soulève des questions de principe tenant à la notion de souveraineté.

### Droit de l'Union européenne et lois nationales
À l'égard des normes nationales de nature législative, la suprématie des traités ou accords internationaux a été admise bien avant l'adoption des Constitutions de 1946 et 1958, par la doctrine et par la jurisprudence. Toutefois, par référence à la doctrine dite « Matter » formulée dans les années 1920, la jurisprudence a longtemps appliqué une distinction fondamentale selon l'antériorité ou la postériorité de la loi par rapport au texte de droit international concerné. Ainsi le traité international prime-t-il sur toute loi antérieure alors que la loi postérieure au traité prime au contraire sur ce dernier. Postérieurement à la création de la Communauté européenne, ancêtre de l'Union européenne, la jurisprudence a dans un premier temps appliqué cette solution ancienne aux textes communautaires, en considérant que ceux-ci prévalaient sur les lois antérieures mais non sur les lois postérieures : c'est la jurisprudence dite des « Semoules » (CE, 1er mars 1968, Syndicat général des fabricants de semoules de France). 
Toutefois, cette position de la jurisprudence était peu en phase avec l'objectif d'harmonisation inhérent au droit communautaire  car elle permettait au législateur national de faire écran aux normes communautaires par la simple adoption de lois postérieures. C'est pourquoi la doctrine « Matter » a été abandonnée par la jurisprudence au cours du dernier quart du XXe siècle. C'est la Cour de cassation qui, la première, a affirmé en 1975 dans son célèbre arrêt « Cafés Jacques Vabre », que les dispositions du Traité de Rome ont une autorité supérieure à celle des lois, même postérieures. Ce nouveau principe n'a été reconnu que 14 ans plus tard par le Conseil d'Etat dans son arrêt « Nicolo » de 1989, le juge administratif abandonnant ainsi sa jurisprudence des « Semoules ». Le Conseil d'État a ensuite étendu la jurisprudence « Nicolo » au droit communautaire dérivé : supériorité sur les lois des règlements communautaires (CE, 24 septembre 1990, Boisdet), puis des directives communautaires (CE, Ass. 28 février 1992, S.A. Rothmans International France et S.A. Philip Morris France).

### Droit de l'Union européenne et Constitution française
L'articulation du droit de l'Union européenne avec la Constitution est une question plus complexe car elle fait s'affronter deux conceptions antagonistes : celle du juge de l'Union européenne et celle du juge national.
Dans son arrêt « Simmenthal » (CJCE, 9 mars 1978), la Cour de justice a eu l'occasion d'affirmer explicitement le principe de primauté vis-à-vis des normes nationales de nature constitutionnelle : selon le juge de l'Union européenne, le principe de primauté n'établit aucune distinction selon la nature législative ou constitutionnelle d'une norme nationale avec laquelle le droit de l'Union européenne pourrait entrer en conflit.
Toutefois, cette solution dégagée par le juge de l'Union européenne n'est nullement admise par le droit français, à la différence de ce qui prévaut pour des lois ou règlements. La primauté du droit de l'Union européenne sur les normes nationales de valeur constitutionnelle ne fait donc pas partie du droit positif. La jurisprudence française, judiciaire comme administrative, a constamment écarté toute primauté de normes internationales sur le Bloc de constitutionnalité. L'arrêt du Conseil d'État du 30 octobre 1998 Sarran, Levacher et autres a rappelé le principe de primauté de la Constitution dans l'ordre interne : « la suprématie conférée par l'article 55 aux engagements internationaux ne s'applique pas dans l'ordre interne aux dispositions de nature constitutionnelle. » La Cour de cassation, dans son arrêt « Fraisse » du 2 juin 2000, a dégagé une solution identique, en indiquant « que la suprématie conférée aux engagements internationaux ne [s'applique] pas dans l'ordre interne aux dispositions de valeur constitutionnelle ». Cette solution s'étend sans difficulté au droit de l'Union européenne, dans la mesure où celui-ci a également pour source originaire les différents traités internationaux ayant concouru à la construction européenne.
La question est devenue plus ardue depuis la réforme constitutionnelle de 1992, prélude à la ratification du Traité de Maastricht. En effet, depuis l'entrée en vigueur de cette réforme, l'article 88-1 de la Constitution pose au rang des normes constitutionnelles l'obligation des pouvoirs publics de transposer les directives et d'adapter la législation aux règlements de l'Union européenne. Le Conseil constitutionnel, dans sa décision du 10 juin 2004, Loi pour la confiance dans l'économie numérique, a estimé que « la transposition en droit interne d'une directive communautaire résulte d'une exigence constitutionnelle à laquelle il ne pourrait être fait obstacle qu'en raison d'une disposition expresse contraire de la Constitution. » Sur le plan juridique, ce considérant tente certes de concilier l'autorité suprême de la Constitution avec la nécessaire transposition des directives de l'Union européennes, par l’injonction faite au législateur de transposer les directives de l’Union européenne. Mais il n'en rappelle pas moins la supériorité formelle de la Constitution sur les normes du droit de l'Union européenne. Ainsi la constitutionnalisation en 1992 de l'adhésion française à l'Union européenne n'a-t-elle pas eu pour effet, dans la hiérarchie des normes, de placer le droit de l'Union européenne au même rang que la Constitution.
Plus récemment, dans sa décision « Association La Quadrature du Net et autres » du 21 avril 2021, le Conseil d'Etat a, à son tour, réaffirmé la primauté des normes de valeur constitutionnelle dans l'ordre interne : « Dans le cas où l'application d'une directive ou d'un règlement européen, tel qu'interprété par la Cour de justice de l'Union européenne, aurait pour effet de priver de garanties effectives l'une de ces exigences constitutionnelles, qui ne bénéficierait pas, en droit de l'Union, d'une protection équivalente, le juge administratif, saisi d'un moyen en ce sens, doit l'écarter dans la stricte mesure où le respect de la Constitution l'exige. » La formulation traduit une approche conciliatrice entre Constitution et droit de l'Union européenne. Elle a été théorisée par la notion d'« accommodements raisonnables ». Elle valide néanmoins la primauté de la Constitution.
À quelques mois d'intervalle, le Conseil constitutionnel consacre cette approche dans sa décision « Société Air France » du 15 octobre 2021 : « La transposition d'une directive ou l'adaptation du droit interne à un règlement ne sauraient aller à l'encontre d'une règle ou d'un principe inhérent à l'identité constitutionnelle de la France, sauf à ce que le constituant y ait consenti. » Cette décision limite ainsi le pouvoir de contrôle du Conseil constitutionnel aux seules règles constitutionnelles inhérentes à l'« identité constitutionnelle » de la France, c'est-à-dire à celles ne trouvant pas leur équivalent dans les principes fondamentaux de l'Union européenne. Pour les autres règles constitutionnelles, en revanche, le Conseil indique que seule la Cour de Justice de l'Union européenne est compétente pour assurer un tel contrôle en ses lieu et place. Cette décision importante ne remet donc pas en question le principe de primauté de la Constitution dans l'ordre interne mais elle redéfinit à la baisse le périmètre du contrôle de constitutionnalité.

### Conclusion
La hiérarchie des normes présente une harmonie entre droit national et droit de l'Union européenne en ce qui concerne l'articulation de ce dernier avec les textes de nature législative ou infra-législative. Tel n'est toutefois pas le cas en ce qui concerne les textes constitutionnels. La conception de la hiérarchie des normes varie alors singulièrement selon le point de vue adopté. Du point de vue du droit de l'Union européenne, c'est au droit constitutionnel national de se conformer aux règles supranationales. Mais du point de vue du droit constitutionnel, il appartient au contraire au droit de l'Union européenne de se conformer à la Constitution, ce qu'illustre par exemple la procédure de l'article 54 de la Constitution : « Si le Conseil constitutionnel, saisi par le Président de la République, par le Premier ministre, par le président de l'une ou l'autre assemblée ou par soixante députés ou soixante sénateurs, a déclaré qu'un engagement international comporte une clause contraire à la Constitution, l'autorisation de ratifier ou d'approuver l'engagement international en cause ne peut intervenir qu'après la révision de la Constitution. » Ces deux approches dissymétriques traduisent à la fois la forte présence du caractère supranational et l'absence de tout caractère fédéral propre au droit de l'Union européenne. Même si les exemples sont rarissimes, voire inexistants, cette dissymétrie peut virtuellement générer des situations de blocage en cas de conflit de normes. Ce constat est parmi les points qui distinguent fondamentalement l'Union européenne d'un Etat fédéral, dans lequel une articulation claire existe entre les normes de l'État fédéral et celles des entités fédérées, articulation par l’effet de laquelle les normes fédérales l’emportent systématiquement sur celles des entités fédérées. De plus, à la différence de la plupart des juridictions fédérales, celles de l'Union européenne n'ont ni le pouvoir de « nullifier » les actes législatifs ou réglementaires nationaux, ni celui d'annuler les décisions des juridictions nationales qui feraient primer la Constitution sur le droit de l'Union européenne.
À ce jour, une partie majoritaire de la doctrine juridique estime que le droit de l'Union européenne ne saurait primer sur les constitutions nationales, dans la mesure où seules celles-ci sont l'expression directe d'un pouvoir souverain, à la différence de l'Union européenne, laquelle constitue une association d'États ne présentant pas les attributs d'un État souverain. L'Union européenne n’est donc pas directement détentrice d’une quelconque souveraineté mais ne fait qu'exercer, dans des domaines limités, la souveraineté dont les États-membres lui ont délégué l'exercice, sans la lui transférer en tant que telle. À ce titre, l'Union européenne ne détient donc pas la « compétence-compétence », à la différence des États fédéraux.
L'état actuel du droit sur cette question semblerait donc confirmer le principe posé par l'article 3 de la Déclaration des droits de l'Homme et du Citoyen de 1789 : « Le principe de toute souveraineté réside essentiellement dans la Nation ».
La question reste très abstraite en France puisqu'on ne recense à ce jour aucun exemple de conflit entre une norme constitutionnelle et un texte du droit de l'Union européenne. Pourtant, par ricochet à la polémique opposant l'Union européenne à la Cour constitutionnelle polonaise en octobre 2021, elle n'a pas manqué de susciter certaines déclarations politiques en France, à l'approche de l'élection présidentielle de 2022.